# Momir Rnić (kézilabdázó, 1987)
Momir Rnić (szerbül: Момир Рнић, Nagybecskerek, 1987. november 1. –) Európa-bajnoki ezüstérmes szerb válogatott kézilabdázó.

## Pályafutása

### Klubcsapatokban
Pályafutását szülővárosában, a nagybecskereki Proleter csapatában kezdte. 2008 nyarán szerződött a szlovén Gorenje Velenjéhez, ahol 2009-ben bajnoki címet nyert és döntős volt az EHF-kupában. A 2010–2011-es szezont a Celjében töltötte, majd 2011. április 14-én aláírt a német Bundesligában szereplő Frisch Auf Göppingenhez. Az első idénye végén EHF-kupát nyert a csapattal. 2014 nyarán lejáró szerződését nem hosszabbította meg, hanem átigazolt a Melsungenhez, ahol három évet kézilabdázott. A 2017–2018-as szezonban a Rhein-Neckar Löwen játékosa volt, ezt követően pedig visszatért hazájába, a Proleter Zrenjaninhez.

### A válogatottban
A szerb válogatottal három Európa-bajnokságon vett részt, tagja volt a 2012-ben hazai pályán ezüstérmet szerző csapatnak és szerepelt a 2012-es londoni olimpián is.

## Család
Édesapja, idősebb Momir Rnić a jugoszláv válogatott tagjaként 1984-ben olimpiai bajnok volt.

## Sikerei, díjai
Velenje
- Szlovén bajnok: 2009

Frisch Auf Göppingen
- EHF-kupa-győztes: 2012

Rhein-Neckar Löwen
- Német Kupa-győztes: 2018
- Német Szuperkupa-győztes: 2017